# Partie civile
La définition précise de la notion de demandeur ou de partie civile est susceptible de varier en fonction du droit de chaque pays.

## Droit canadien

### Droit québécois
En droit québécois, la notion de « partie civile » n'est pas usitée, contrairement à celle de « demandeur ». Le demandeur (ou la partie demanderesse) est celui qui a déposé une demande introductive d'instance lors d'une instance civile.
En règle générale, il n'y a pas de « partie civile » à une affaire pénale (exception faite du dédommagement rendu possible par la Charte canadienne des droits des victimes), car la victime civile d'une infraction pénale va plutôt déposer un recours civil séparé en vertu des règles de lois civiles (historiquement, ce fut en vertu de la Loi sur l'indemnisation des victimes d'actes criminels, maintenant remplacée par la Loi visant à aider les personnes victimes d'infractions criminelles et à favoriser leur rétablissement).

## Droit français
En droit français, la partie civile ou demandeur est la personne ou le groupe de personnes qui s'estime victime soit d'une infraction à propos de laquelle une action publique a été déclenchée par le ministère public, le procureur ou le doyen des juges d'instruction, devant les juridictions répressives et qui entend, à ce titre, obtenir réparation de son préjudice, soit d'un préjudice pour lequel une juridiction civile a été saisie.